# Biotop Hühnerspiel (FFH-Gebiet)
Das FFH-Gebiet Biotop Hühnerspiel ist ein NATURA 2000 Schutzgebiet in der italienischen Provinz Bozen – Südtirol. Das 144 ha große Schutzgebiet liegt im Westen der Zillertaler Alpen im Gemeindegebiet der Gemeinde Brenner. Es umfasst ein kleines Seitental des Wipptals, das östlich von Gossensaß zum Hühnerspiel (auch Amthorspitze genannt) im Nordosten und zur Weißspitze im Südosten hinaufführt. Das Gebiet zeichnet sich durch eine hohe Vielfalt weitgehend intakter alpiner Lebensräume aus. Das FFH-Gebiet entspricht zum Großteil dem 2012 eingerichteten und 149 ha großen Biotop Hühnerspiel.

## Bedeutung
Der Wechsel von kalkhaltigen und sauren Gesteinsarten im Schutzgebiet bilden die Existenzgrundlage für zahlreiche verschiedene Pflanzengesellschaften. Als Almflächen genutzte und natürlich belassene Magerrasen sind eng miteinander verzahnt. Eine artenreiche Alpenflora mit verschiedenen seltenen, gefährdeten und halbendemischen Orchideenarten kennzeichnen insbesondere das Schutzgebiet.

## FFH-Lebensraumtypen
Folgende Lebensraumtypen nach Anhang I der FFH-Richtlinie sind für das Gebiet gemeldet: 
| EU Code | * | Lebensraumtyp (offizielle Bezeichnung)                                                            | Fläche [ha] |
| ------- | - | ------------------------------------------------------------------------------------------------- | ----------- |
| 4060    |   | Alpine and boreale Heiden                                                                         | 12,62       |
| 4080    |   | Subarktisches Weidengebüsch                                                                       | 0,71        |
| 6150    |   | Boreo-alpines Grasland auf Silikatsubstraten                                                      | 3,29        |
| 6170    |   | Alpine und subalpine Kalkrasen                                                                    | 77,74       |
| 6230    | * | Artenreiche montane Borstgrasrasen (und submontan auf dem europäischen Festland) auf Silikatböden | 3,71        |
| 6520    |   | Berg-Mähwiesen                                                                                    | 1,69        |
| 8120    |   | Kalk- und Kalkschieferschutthalden der montanen bis alpinen Stufe (Thlaspietea rotundifolii)      | 14,01       |
| 8210    |   | Kalkfelsen mit Felsspaltenvegetation                                                              | 11,78       |
| 8240    | * | Kalk-Felspflaster                                                                                 | 2,93        |
| 9420    |   | Alpiner Lärchen- und/oder Arvenwald                                                               | 11,5        |

## Arten

### Besonders schützenswerte Arten

#### Vögel
Zu den im FFH-Gebiet Biotop Hühnerspiel vorkommenden Vogelarten gehören einige, die gemäß Anhang I der EU-Vogelschutzrichtlinie besonders geschützt sind, weil deren Bestand stark gefährdet ist oder sie nur in einem sehr begrenzten Bereich wie in den Alpen vorkommen. Folgende Arten, die im Anhang I der Vogelschutzrichtlinie der EU gelistet sind, sind im Schutzgebiet anzutreffen. Die mit einem (b) gekennzeichneten Arten brüten im Schutzgebiet:
- Feldlerche (b)
- Steinadler
- Lagopus muta helvetica, eine Unterart des Alpenschneehuhns
- Dreizehenspecht
- Misteldrossel (b)

#### Amphibien
Unter den im Schutzgebiet vorkommenden Amphibien findet sich folgende Art von gemeinschaftlichem Interesse:
- Alpensalamander

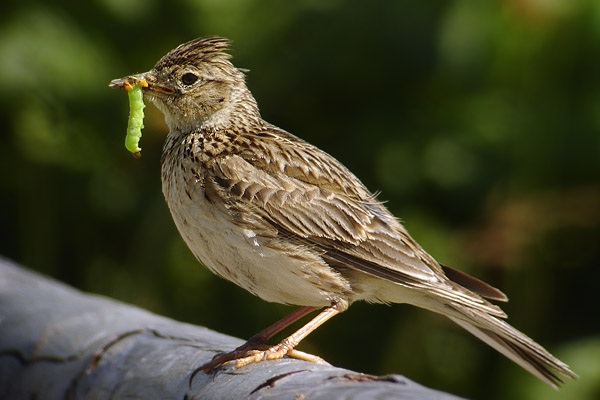
Feldlerche
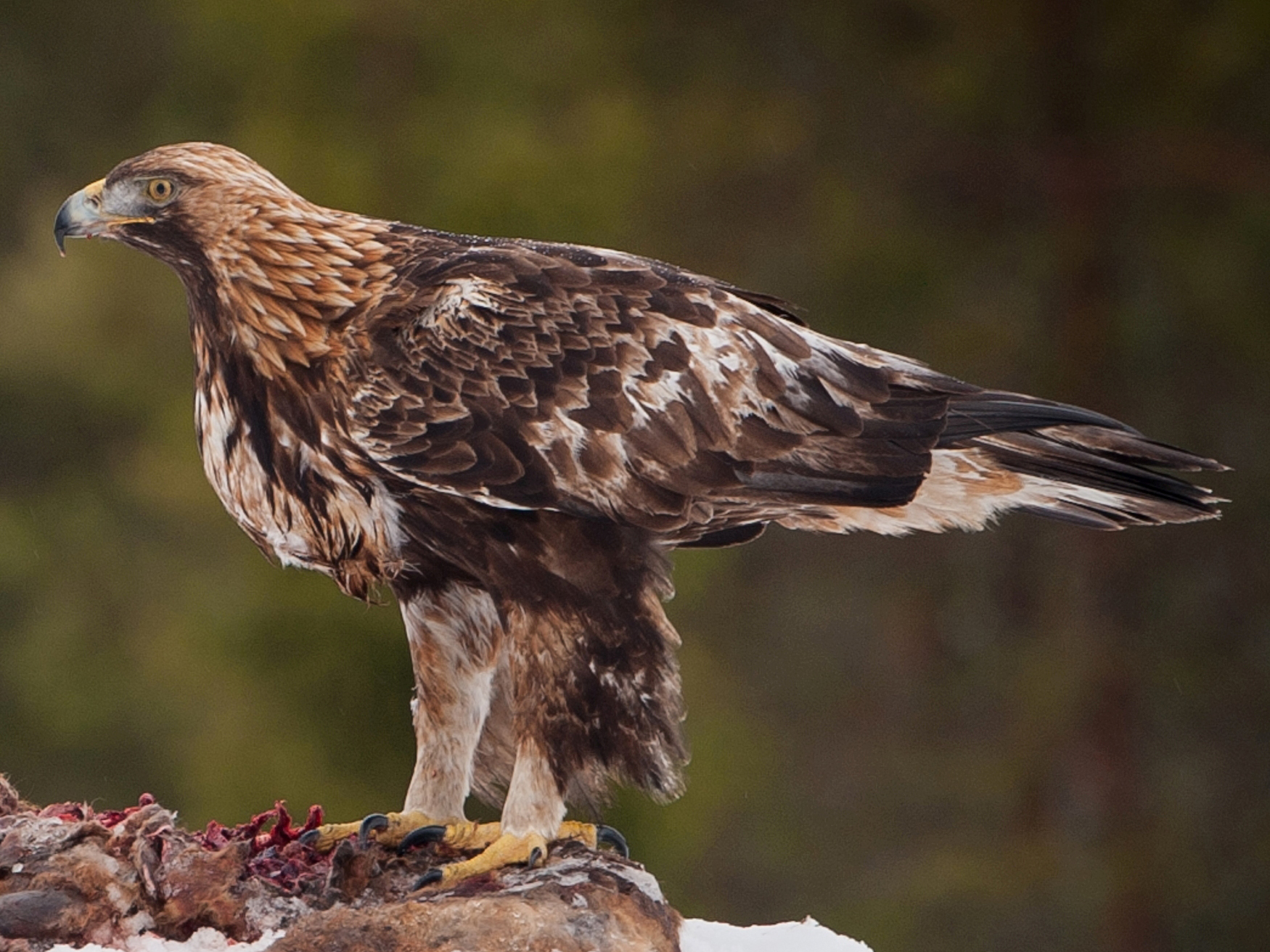
Steinadler
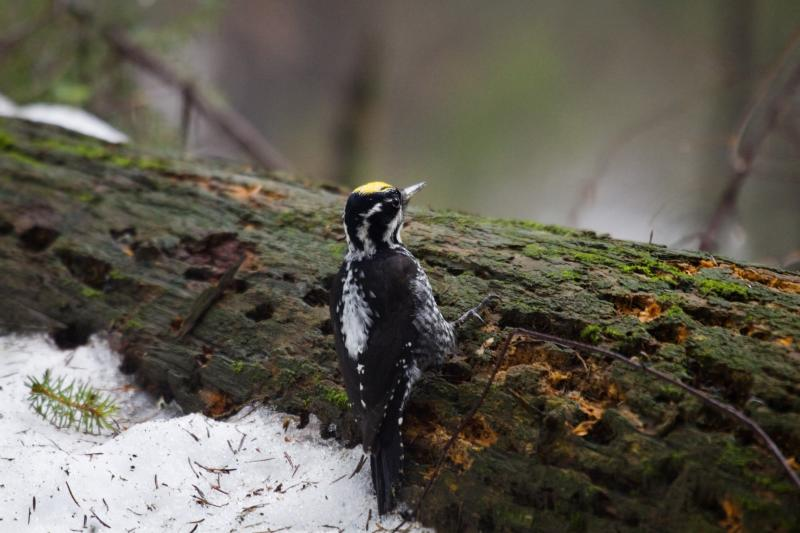
Dreizehenspecht (Männchen)
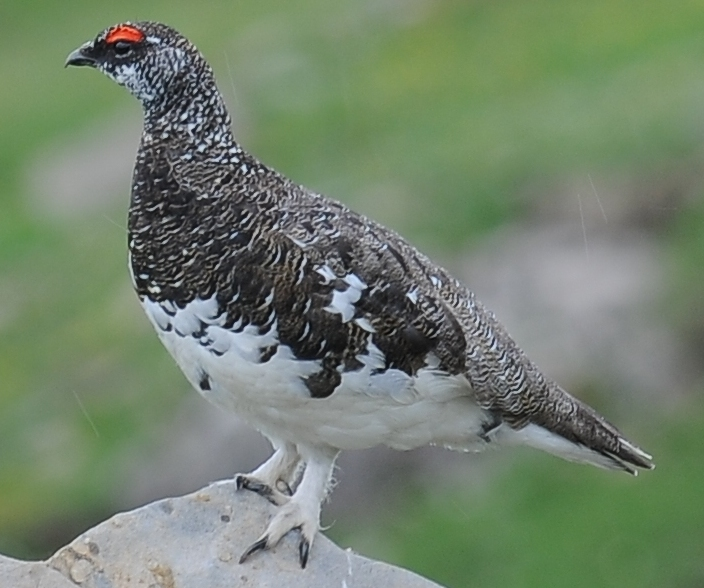
Alpenschneehuhn (Männchen)
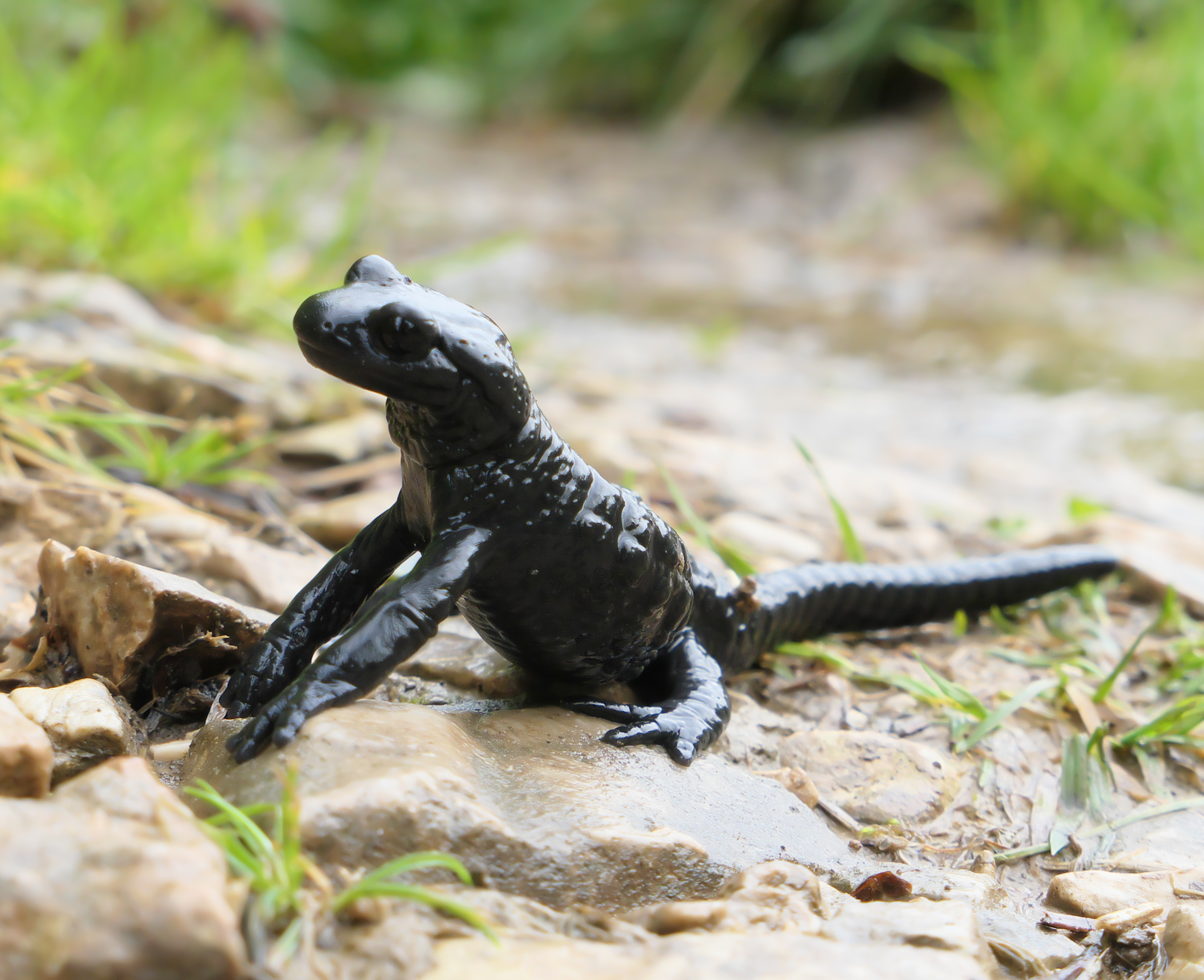
Alpensalamander

### Weitere vorkommende Arten

#### Vögel
| - Alpenbraunelle - Alpendohle - Alpensegler - Kolkrabe - Mauerläufer | - Ringdrossel - Schneesperling - Steinschmätzer - Turmfalke |  |

#### Amphibien, Säugetiere
- Gämse
- Grasfrosch
- Schneehase

#### Flora
| - Arnika - Alpen-Flachbärlapp - Beblättertes Läusekraut - Blattloser Steinbrech - Buntes Läusekraut | - Feuer-Lilie - Kärntner Tauernblümchen - Keulen-Bärlapp - Klebrige Primel - Sprossender Bärlapp |

##### Orchideengewächse
- Wohlriechende Händelwurz

## Gefährdung und Schutzmaßnahmen
Die Abteilung für Natur, Landwirtschaft und Raumentwicklung der Autonomen Provinz Bozen – Südtirol weist als bedrohende Faktoren eine Intensivierung der landwirtschaftlichen Nutzung mit einer damit verbundenen Eutrophierung sowie die Einstellung der Heumahd mit damit verbundenen Veränderungen der Artenzusammensetzung infolge von Sukzession. Als Schutzmaßnahmen werden eine Extensivierung der landwirtschaftlichen Nutzung genannt, die mit einer angemessenen Beweidung einhergeht.